# Lède
A Lède folyó Franciaország területén, a Lot jobb oldali mellékfolyója.

## Földrajzi adatok
A folyó Lot-et-Garonne megyében, Lacapelle-Bironnál, Cahorstól 50 km-re nyugatra ered 206 méterrel a tengerszint felett, és Casseneuil városkánál ömlik be a Lot-ba. Hossza 54 km. 

## Megyék és helységek a folyócska mentén
- Lot-et-Garonne: Lacapelle-Biron, Gavaudun, Monflanquin, Casseneuil

Mellékfolyói a Laussau és Cuzélou.

## Külső hivatkozások
- services.sandre.eaufrance.fr Archiválva 2012. június 2-i dátummal a Wayback Machine-ben
- Vízimalmok a folyón (francia)